# Dallas-Fort Worth Film Critics Association
 Dallas-Fort Worth Film Critics Association (DFWFCA) é uma organização de 35 jornalistas de impressos, rádio/TV e internet do Dallas-Fort Worth - baseados em publicações. Em dezembro de cada ano, o DFWFCA se reúne para votar em seus Dallas-Fort Worth Film Critics Association Awards para os filmes lançados no mesmo ano civil.